# Tipula (Sivatipula) pullimargo
Tipula (Sivatipula) pullimargo is een tweevleugelige uit de familie langpootmuggen (Tipulidae). De soort komt voor in het Oriëntaals gebied.